# Peter Cestonaro
Peter Cestonaro (* 14. Mai 1954 in Haiger-Langenaubach) ist ein deutscher Fußballtrainer und ehemaliger Fußballspieler. Der kopfballstarke Mittelstürmer erzielte in der Fußball-Bundesliga in 57 Ligaeinsätzen 21 Tore und des Weiteren in der 2. Fußball-Bundesliga in 245 Ligaspielen 111 Tore.

## Laufbahn

### Spieler
Cestonaros Urgroßvater kam Ende des 19. Jahrhunderts aus Norditalien nach Deutschland. Cestonaro wuchs im mittelhessischen Haiger-Langenaubach auf, wo er seine Karriere beim dortigen Club SSV Langenaubach begann, wo sein Vater auch schon das Trikot des heimischen SSV getragen hatte.
1972 wechselte Cestonaro zum Bundesligisten MSV Duisburg, wo er sich jedoch nicht durchsetzen konnte. Er kam dort nur zu einem Einsatz in der Bundesliga. Die A-Junioren des MSV hatten 1972 die Deutsche Meisterschaft gewonnen und deshalb wurden mehrere Spieler zur Runde 1972/73 in den Profikader übernommen. Es waren neben der herausragenden Angriffshoffnung Ronald Worm noch Spieler wie Klaus Bruckmann, Ernst Savkovic, Lothar und Werner Schneider. Dazu kamen noch die Neuzugänge Herbert Büssers, Jonny Hey, Martin Holscher und Cestonaro zum Spielerkader von Trainer Rudolf Faßnacht. Nicht überraschend wurde der vormalige Amateur aus Langenaubach im Lauf der Runde nicht in der Bundesliga eingesetzt. In seinem zweiten Jahr in Duisburg, 1973/74, wurde zwar Trainer Faßnacht im Oktober 1973 durch Willibert Kremer abgelöst, mehr wie die Einwechslung am 29. September 1973 beim Auswärtsspiel in Offenbach (0:2) kam aber auch danach nicht heraus. Im Angriff vertraute der MSV auf die Akteure Rudolf Seliger, Worm und Klaus Wunder; Cestonaro hatte keine Chance gehabt sich durchzusetzen.
Nach zwei Jahren an der Wedau kehrte Cestonaro wieder in seine Heimat zurück und sorgte dort im „Fußballdorf“ des Dillkreises mit dem SSV für Furore. Deren Höhepunkt wurde in der Spielzeit 1975/76 notiert, als der damalige Gruppenligaaufsteiger mit Platz sieben zum zweitbesten Dillkreisteam hinter Hessenligist SSV Dillenburg avancierte. Held der örtlichen Fans war der junge Lokalmatador Peter Cestonaro, welcher die junge SSV-Elf nach vorne geschossen hatte. Durch seine Torgefährlichkeit wurde der Zweitligist SV Darmstadt 98 auf ihn aufmerksam und holte das Stürmertalent an das Stadion am Böllenfalltor. Mit den „Lilien“ stieg er zweimal, 1978 und 1981, in die Bundesliga auf.
Unter Trainer Udo Klug debütierte er am Rundenstarttag, den 14. August 1976, bei einer 0:1-Auswärtsniederlage bei der SpVgg Fürth in der 2. Bundesliga. Mit Joachim Weber und Siegfried Köstler hatte er den Angriff von Darmstadt gebildet. Im November 1976 übernahm Lothar Buchmann das Traineramt von Klug und am Rundenende landete das Team um Walter Bechtold auf dem 6. Rang. Cestonaro hatte in 24 Ligaeinsätzen neun Tore erzielt.
In die Runde 1977/78 starteten die „Lilien“ am 6. August 1977 mit einem 3:1-Heimerfolg gegen Eintracht Trier. Mittelstürmer Cestonaro steuerte dazu einen Treffer bei. Die Hinrunde beendete Darmstadt mit 25:13 Punkten auf dem 6. Rang; die SpVgg Bayreuth mit 31:7 und der 1. FC Nürnberg mit 29:9 Punkten führten die Tabelle an. Durch eine überzeugende Rückrunde gelang der Buchmann-Elf der Meisterschaftsgewinn und damit der Aufstieg in die Fußball-Bundesliga. Vizemeister 1. FC Nürnberg folgte mit fünf Punkten Rückstand. Mit 25 Treffern hatte Cestonaro die Darmstädter Torschützenliste angeführt, gefolgt von Manfred Drexler mit 21 Treffern und dem spielstarken Libero Walter Bechtold mit 13 Toren.
In die Bundesligarunde 1978/79 startete der Aufsteiger am 12. August 1978 mit einem 0:0 gegen Hertha BSC vor 25.000 Zuschauern. Seinen ersten Treffer in der Bundesliga erzielte Cestonaro am zweiten Spieltag bei einer 1:2-Auswärtsniederlage beim 1. FC Köln, als er seine Mannschaft mit 1:0 in Führung gebracht hatte. Die Hinrunde beendeten die Achtundneunziger auf dem 17. Tabellenrang mit 11:23 Punkten. Es ging massiv um den Klassenerhalt. Der letzte doppelte Punktgewinn glückte am 2. Juni 1979 mit einem 2:1-Auswärtserfolg beim VfL Bochum; mit 21:47 Punkten stieg Darmstadt aber umgehend wieder in die 2. Bundesliga ab. Cestonaro hatte in 23 Ligaeinsätzen fünf Tore erzielt.
Aufmerksamkeit erlangte Darmstadt aber in dieser Runde vor allem durch ihr sogenanntes „Darmstädter Modell“. Aus wirtschaftlichen Überlegungen heraus blieben die Darmstädter Spieler fast durchweg in ihren Berufen tätig. Sie arbeiteten halbtags und trainierten lediglich viermal pro Woche. Die Spieler hatten relativ niedrige Grundgehälter, wurden dafür aber an den Zuschauereinnahmen beteiligt. Auffällig war, dass die Mannschaft spielerisch durchaus mithalten konnte, ihr jedoch deutlich die Kaltschnäuzigkeit und Routine fehlte. Oft führte der Aufsteiger, stand am Ende aber mit leeren Händen da. Die Saison wurde mit einem kleinen Plus abgeschlossen, das Abenteuer Bundesliga hatte sich gelohnt.
Als Darmstadt 98 in der Saison 1980/81 erneut die Meisterschaft in der 2. Bundesliga erringen konnte, war Cestonaro mit 17 Toren daran beteiligt, allerdings klar hinter Torschützenkönig Horst Neumann, welcher mit 27 Treffern die Torjägerliste in der Südstaffel anführte. Die Mannschaft von Trainer Werner Olk hatte mit 35:3 Heimpunkten den Grundstein zu der Bundesligarückkehr gelegt.
Mit 12:22 Punkten belegte der Bundesligarückkehrer nach der Hinrunde den 17. Rang. Zum 22. März 1982 löste Manfred Krafft Trainer Olk ab. Trotzdem ereilte die Elf vom Böllenfalltor der Abstieg. Mittelstürmer Cestonaro hatte aber mit 16 Toren auch seine Torjägerqualitäten in der Bundesliga unter Beweis gestellt und belegte in der Torjägerliste den 7. Rang.
Für Darmstadt bestritt er insgesamt 203 Spiele, in denen er 97 Tore schoss. Er ist bis zum heutigen Tag Rekordtorschütze der Lilien.
Mit Start der Rückrunde 1982/83 schloss er sich in der 2. Bundesliga dem KSV Hessen Kassel an, mit dem er den Sprung in die Bundesliga in den nächsten Jahren mehrmals knapp verpasste. Mit seinen 111 Toren in 245 Zweitligaspielen belegte er den elften Platz der ewigen Torschützenliste der 2. Bundesliga (Stand: März 2022).
Im Spielerlexikon von Karn/Rehberg wird er wie folgt beschrieben: „Ein klassischer Mittelstürmer, der sich in der Bundesliga hätte festsetzen können, wenn er technisch etwas stärker gewesen wäre. Im Grenzbereich zwischen den Bundesligen war Cestonaro vor allem wegen seiner Kopfbälle gefürchtet.“

### Trainer
Nach 1986 ließ Cestonaro seine Karriere bei Eintracht Haiger in der Oberliga Hessen ausklingen, zunächst als Spielertrainer, später nur noch als Trainer. Sein größter Erfolg in dieser Zeit war die Vizemeisterschaft in der Oberliga Hessen in der Saison 1986/87. In den Finalspielen um die deutsche Amateurmeisterschaft 1987 unterlag Eintracht Haiger dem MSV Duisburg. Anschließend führte er den Landesligisten FC 80 Herborn in die Oberliga Hessen. Nach der dortigen Entlassung übernahm er Ende April 1998 kurzzeitig das Traineramt beim abstiegsbedrohten Landesligisten RSV Würges: noch ohne schriftlichen Vertrag hatte er das Training übernommen, sich zwischenzeitlich jedoch für die folgende Spielzeit an den Oberligisten VfL Hamm/Sieg gebunden. Am 1. Mai saß er beim 1:0-Heimerfolg des Klubs gegen seinen Ex-Klub aus Herborn auf der Bank, anschließend gab Würges die direkte Trennung bekannt. Im Sommer 1999 trat er zurück, in seinem letzten Pflichtspiel gewann er mit der Mannschaft den Rheinlandpokal. Anschließend trainierte er den SG 06 Betzdorf, mit dem er am Ende der Oberliga-Spielzeit 1999/2000 abstieg. Nachdem er mit dem Klub in der Verbandsliga in Abstiegsgefahr geraten war, wurde er im Januar 2002 dort beurlaubt. Im Sommer des Jahres übernahm er den Trainerposten beim Oberligisten VfB Marburg, wo er nach einem vielversprechenden Start im September 2003 nach saisonübergreifend nur drei Siegen in 15 Partien gehen musste.
Zwischen November 2003 und April 2008 war Cestonaro Trainer bei Eintracht Wetzlar, die er in die Oberliga führte. Nach neun sieglosen Spielen und seiner Bekanntgabe, zum Saisonende nach einem neuen Betätigungsfeld Ausschau zu halten, wurde er schließlich entlassen. Vom 15. April 2009 bis Ende Juni 2013 trainierte er den Oberligisten TuS Erndtebrück. Ab dem 1. Juli 2013 trainierte er den TSV Steinbach. Er unterschrieb dort einen Vertrag bis zum 30. Juni 2016. Mit dem TSV stieg er im Mai 2015 in die Regionalliga Südwest auf. Am 22. Oktober 2015 stellte ihn der Verein von seinen Aufgaben frei.

## Spielstatistik
| Saison  | Liga                      | Mannschaft                          | Spiele | Tore |  |
| 1988/89 | Oberliga Hessen           | Eintracht Haiger                    |        |      |  |
| 1987/88 | Oberliga Hessen           | Eintracht Haiger                    |        |      |  |
| 1986/87 | Oberliga Hessen           | Eintracht Haiger                    |        |      |  |
| 1985/86 | 2. Bundesliga             | KSV Hessen Kassel                   | 31     | 12   |  |
| 1984/85 | 2. Bundesliga             | KSV Hessen Kassel                   | 37     | 13   |  |
| 1983/84 | 2. Bundesliga             | KSV Hessen Kassel                   | 34     | 12   |  |
| 1982/83 | 2. Bundesliga             | SV Darmstadt 98 / KSV Hessen Kassel | 31     | 12   |  |
| 1981/82 | Bundesliga                | SV Darmstadt 98                     | 33     | 16   |  |
| 1980/81 | 2. Bundesliga             | SV Darmstadt 98                     | 33     | 17   |  |
| 1979/80 | 2. Bundesliga             | SV Darmstadt 98                     | 18     | 11   |  |
| 1978/79 | Bundesliga                | SV Darmstadt 98                     | 23     | 5    |  |
| 1977/78 | 2. Bundesliga             | SV Darmstadt 98                     | 36     | 25   |  |
| 1976/77 | 2. Bundesliga             | SV Darmstadt 98                     | 24     | 9    |  |
| 1975/76 | Landesliga Mitte (Hessen) | SSV Langenaubach                    |        |      |  |
| 1974/75 | Bezirksoberliga           | SSV Langenaubach                    |        |      |  |
| 1973/74 | Bundesliga                | MSV Duisburg                        | 1      | 0    |  |
| 1972/73 | Bundesliga                | MSV Duisburg                        | 0      | 0    |  |
| Gesamt  | Bundesliga                |                                     | 57     | 21   |  |
| Gesamt  | 2. Bundesliga             |                                     | 245    | 111  |  |